# Sawanna zalewowa Parany
Sawanna zalewowa Parany (NT0908) – ekoregion wydzielony przez WWF w ramach biomu zalewowe formacje trawiaste i sawanny. Obejmuje sawannę zalewową zasilaną przez rzekę Parana, bogatą we florę i faunę, w tym stanowiącą obszar endemicznego występowania wielu gatunków ptaków. Na terenie ekoregionu wytyczono szereg rezerwatów przyrody i parków narodowych. Głównymi zagrożeniami dla ekoregionu są budowa zapór wodnych i grobli, polowania i kłusownictwo, rozwój miast i zanieczyszczenie środowiska.
Sawanna zalewowa Parany to również ekoregion wyróżniony przez organizację One Earth w ramach bioregionu formacje trawiaste Rio de la Plata. W tym ujęciu ekoregion zajmuje powierzchnię 37 210 km².

## Położenie

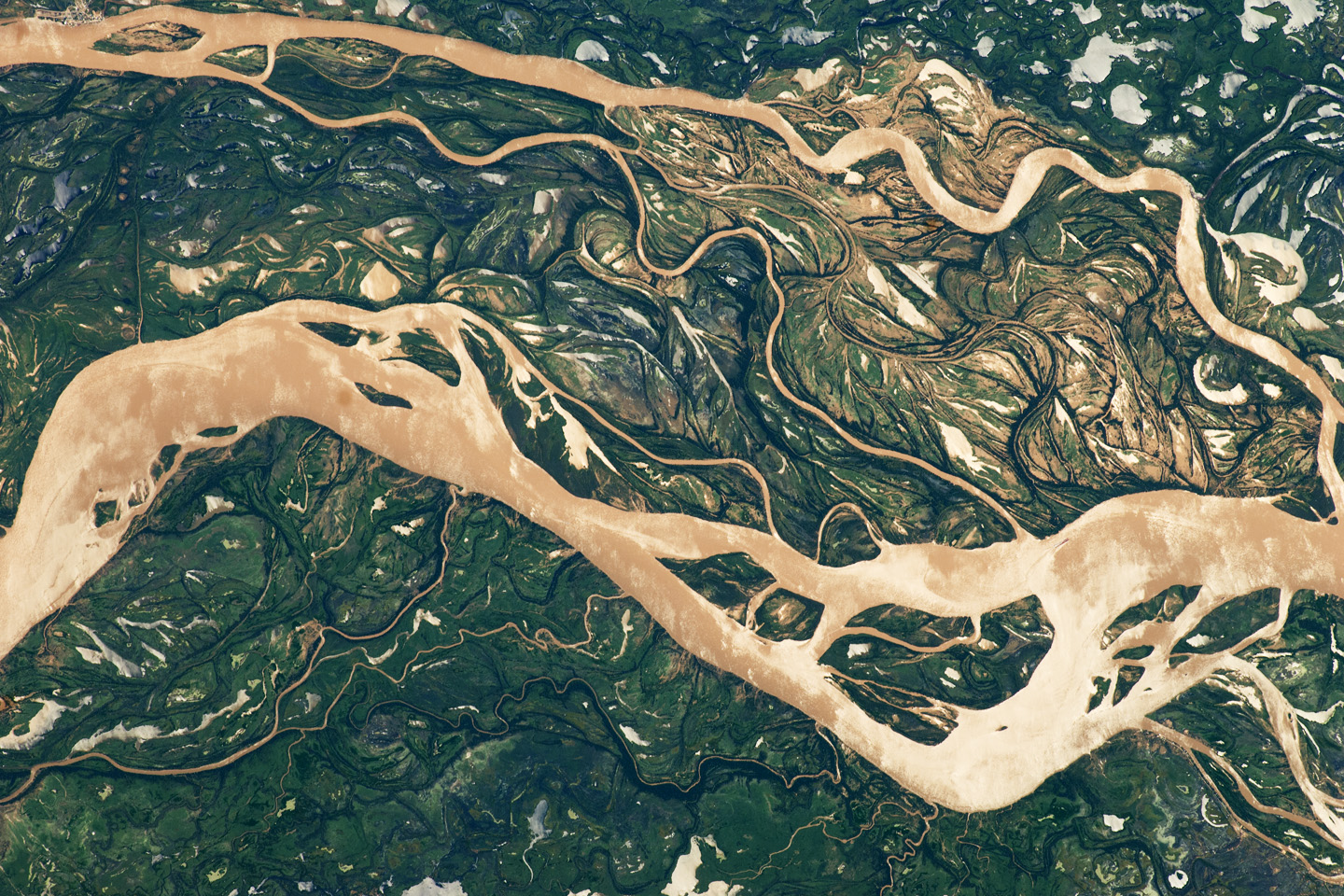
Fragment obszarów zalewowych środkowej Parany

Sawanna zalewowa Parany obejmuje terasę zalewową środkowej i dolnej rzeki Paraná oraz jej dopływu, rzeki Paragwaj. Część południowa obejmuje estuarium La Plata. 

## Charakterystyka
Krajobraz ekoregionu charakteryzują niskie, oblane wodą wyspy. Stała obecność wody powoduje wysoką wilgotność powietrza i łagodzi ekstremalne temperatury, pozwalając na obecność w tym regionie gatunków typowych dla wilgotnych regionów subtropikalnych północno-wschodniej części Argentyny.

## Flora

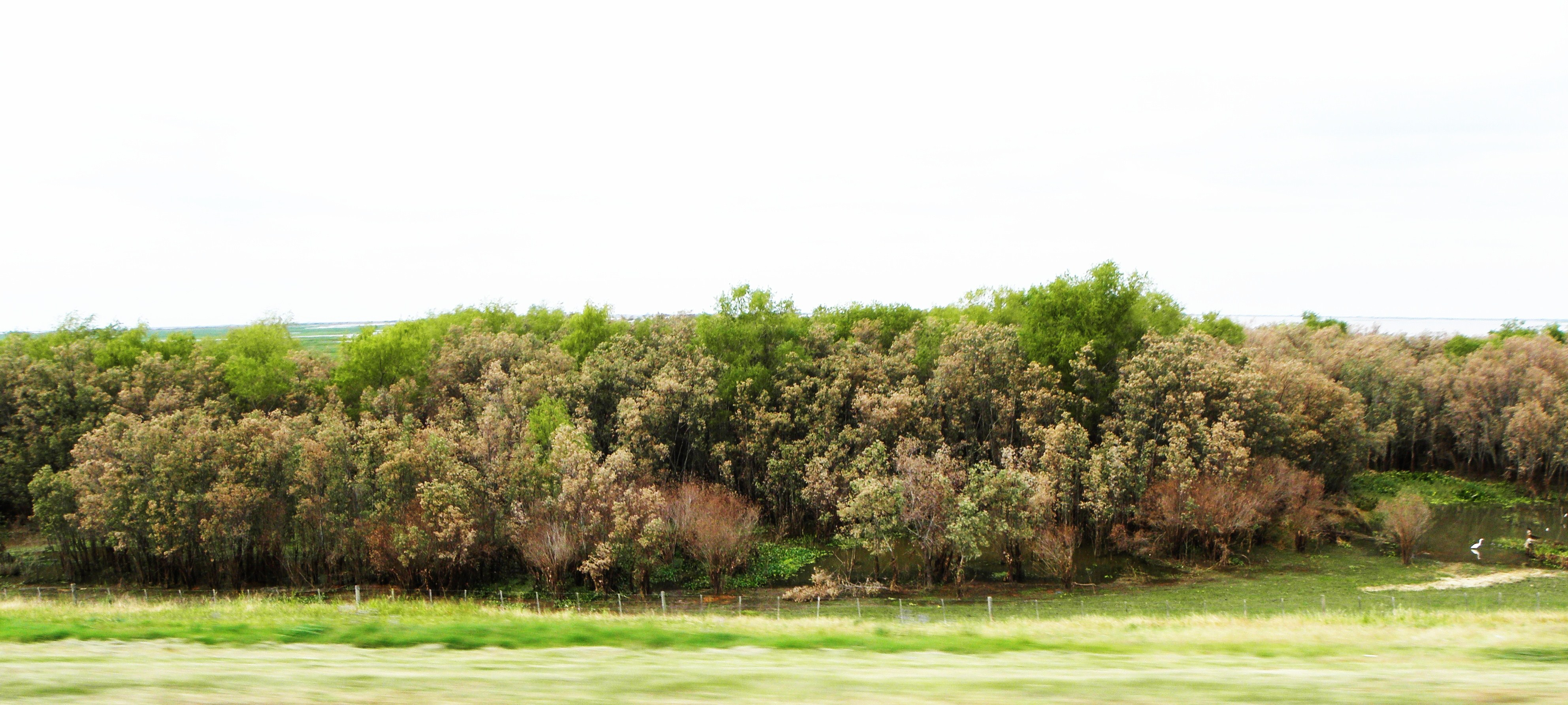
Las Salix humboldtiana i Tessaria integrifolia

Roślinność ekoregionu składa się z lasów i formacji zaroślowych występujących na wąskich pasach nadbrzeżnych, formacji zaroślowych i trawiastych występujących na wyspach oraz zbiorowisk roślinności helofitycznej i wodnej na brzegach rzek i lagunach. Lasy składają się głównie z Salix humboldtiana, Tessaria integrifolia i erytryny grzebieniastej. Zbiorowiska ziemnowodne tworzą rozpławowate z rodzaju pontederia, grzybieniowate, takie jak wiktoria parańska o dużych, talerzowatych liściach i białych kwiatach, a także Cyperus giganteus, pałka szerokolistna i p. południowa.

## Fauna

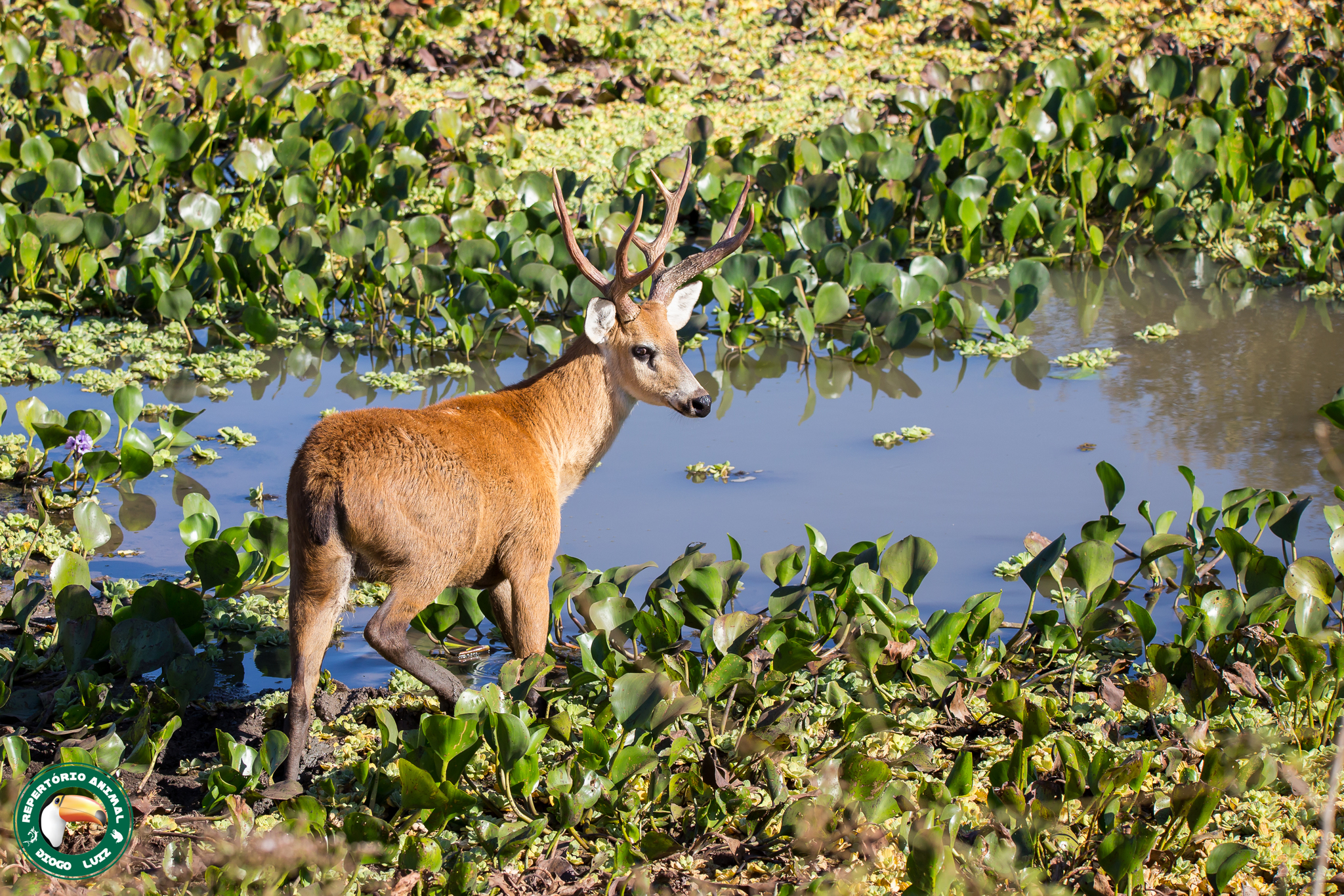
Jeleniak bagienny

Ekoregion jest bardzo bogaty w gatunki zwierząt, w tym wiele endemicznych, rzadkich i zagrożonych, takich jak Argenteohyla siemersi, jeleniak bagienny, szydłodziobek, wydrak długoogonowy i kapibara wielka. BirdLife International uznaje ten region jako jeden z najważniejszych pod względem występowania endemicznych gatunków ptaków.
Wśród płazów i gadów ekoregionu znaleźć można również Scinax granulatus, Helicops leopardinus, Philodryas aestivus, Phrynops hilarii, hydromeduzę argentyńską i kajmana żakare. Wśród ptaków wymienić można kormorana oliwkowego, tygryskę rdzawoszyją, rybaczka zielonego, penelopę ciemnonogą, dzięcioła piaskowego, cierniaka dużego, drozda rudobrzuchego, uszatkę krzykliwą, urubitingę czarną i myszołowczyka. Ekoregion zamieszkują też takie ssaki jak Gracilianus agilis, nutria amerykańska i moczarowiak argentyński. Jednak prawdopodobnie najbardziej zróżnicowaną grupą zwierząt w tym ekoregionie są ryby, z ponad 300 gatunkami z przewagą kąsaczokształtnych i sumokształtnych. Gatunkami o znaczeniu gospodarczym, ważnymi dla wędkarstwa sportowego w tym regionie, są Pseudoplatystoma coruscans i P. fasciatum, Zungaro zungaro, Salminus brasiliensis i Brycon orbignyanus. W ekoregionie pozyskuje się też Prochilodus lineatus.

## Zagrożenie i ochrona
W ramach ekoregionu wyodrębniono wiele rezerwatów przyrody, w tym Reserva provincial Cayastá, Reserva provincial Vire-Pitá i Parque provincial Del Medio-Los Caballos. Ekoregionowi zagrażają projekty infrastrukturalne, takie jak wały, zapory, drogi wodne, drogi lądowe, a także wydobycie ropy naftowej, rolnictwo, rozwój miast, zanieczyszczenia, fragmentacja siedlisk, źle zarządzana turystyka, komercyjne polowania i kłusownictwo.